# Gouvernorat d'Assouan

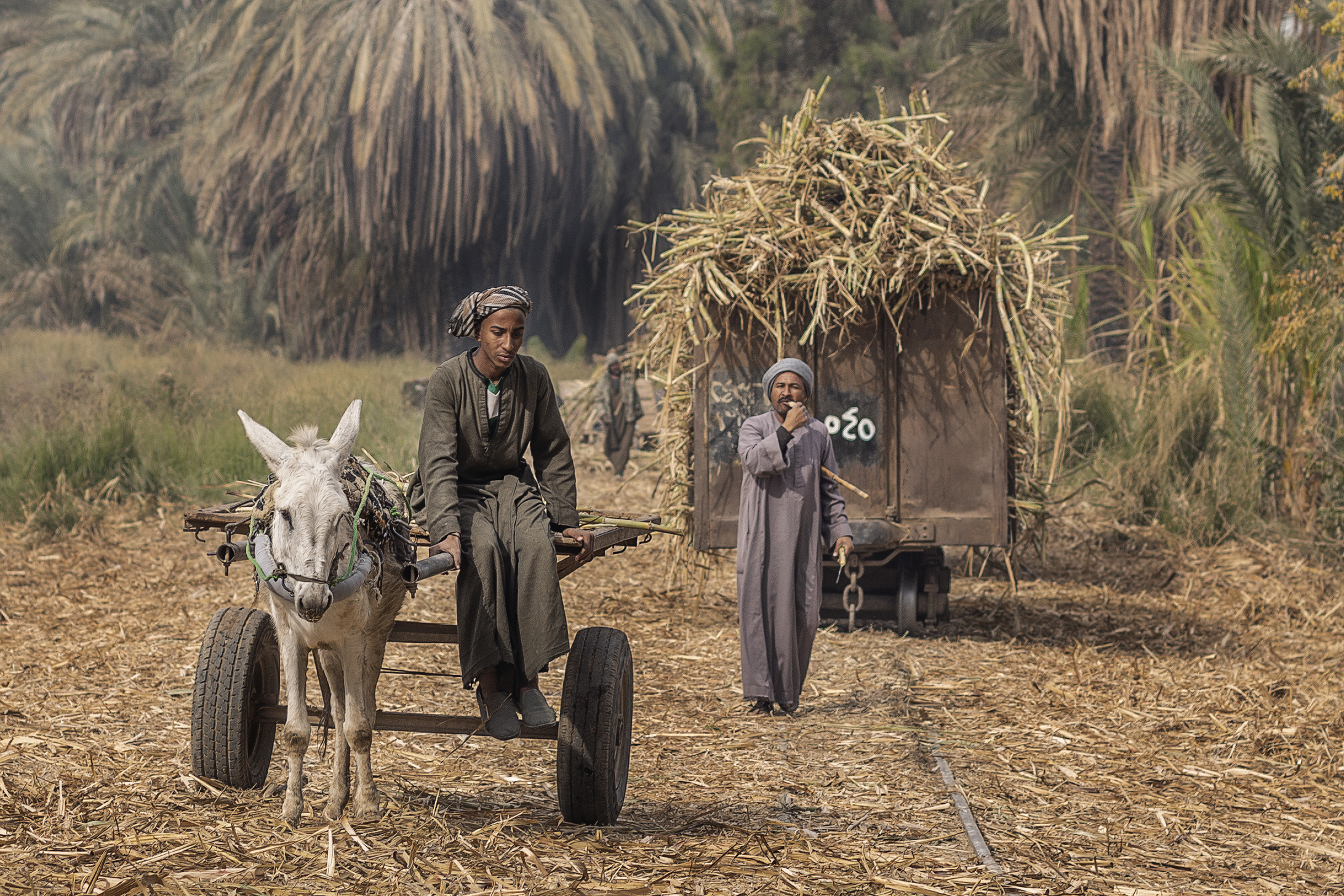
Récolte de la canne à sucre dans le gouvernorat d'Assouan.

Le gouvernorat d'Assouan (arabe : أسوان) est un gouvernorat de l'Égypte. Il se situe dans le sud du pays. Sa capitale est Assouan. Il abrite le parc solaire de Benban, un des plus grands du monde.